# Сіра речовина
Сі́ра речовина́ (лат. substantia grisea) — частина центральної нервової системи, яка складається переважно з нервових клітин — нейронів. Вона протиставляється білій речовині, утвореній головним чином нервовими волокнами. Назва «сіра» походить від того, що ця ділянка у зафіксованому формаліном препараті має сірий колір. На живих тканинах сіра речовина має блідо-рожеве забарвлення.

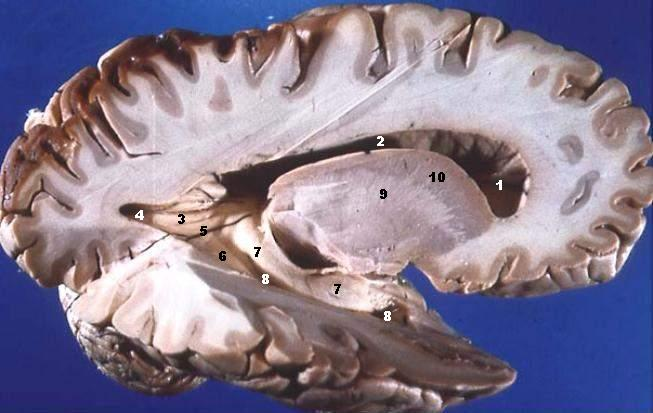
Сагітальний перереріз головного мозку людини. Сіра речовина ззовні, біла речовина всередині.

Розріз спинного мозку з сірою речовиною в центрі.

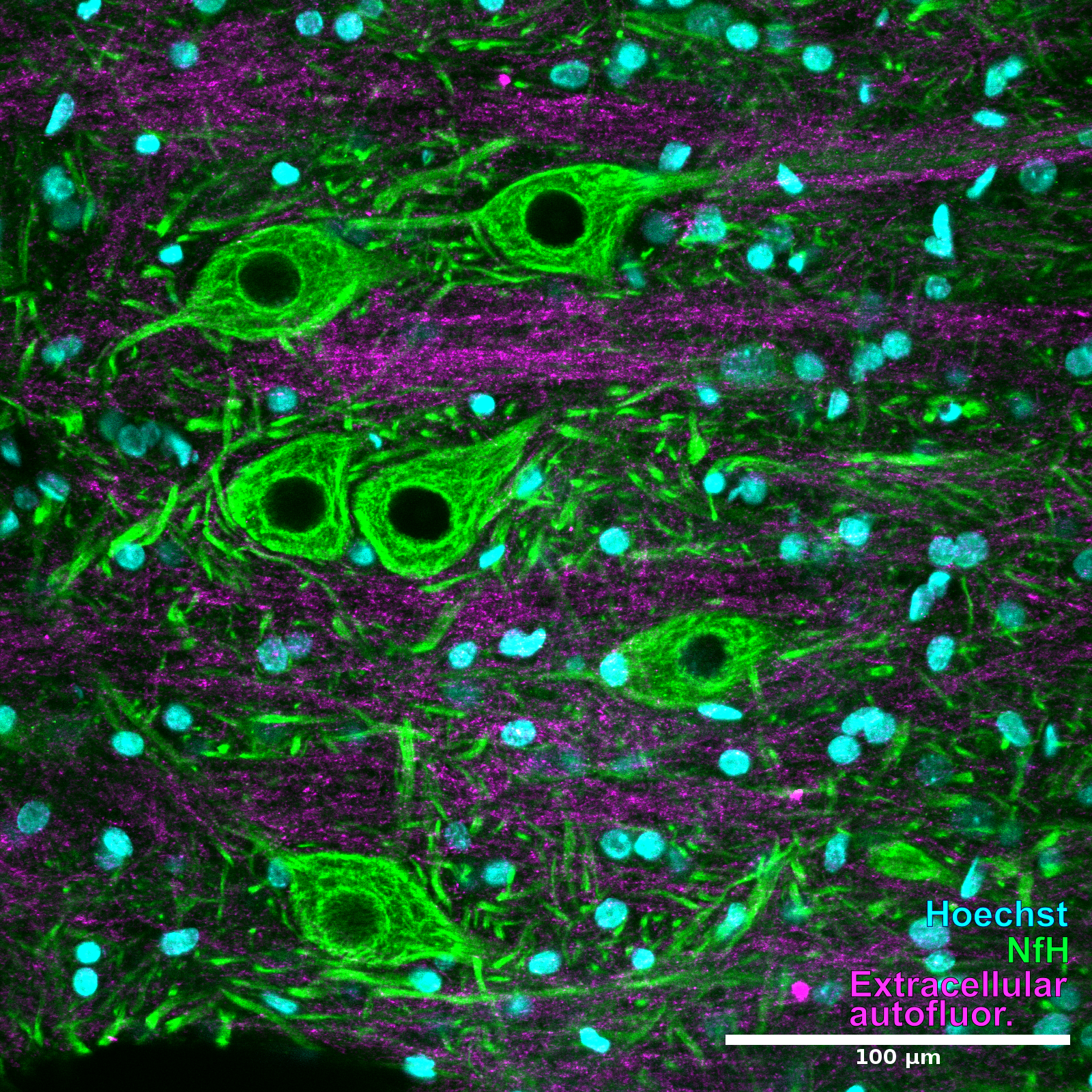
Імунофлуоресцентне забарвлення сірої речовини спинного мозку щура, конфокальна мікроскопія.

У спинному мозку сіра речовина розміщується в центрі і має метеликоподібну форму з передніми і задніми рогами. У грудному і поперековому відділах можна виділити ще і бокові роги, де залягають корінці симпатичної нервової системи. Сіра речовина у спинному мозку повністю оточена білою речовиною.
У головному мозку навпаки сіра речовина знаходиться головним чином ззовні і укутує білу речовину. Ця ділянка називається корою (cortex). Кора присутня в кінцевому мозку і (telencephalon) і в мозочку (cerebellum). В інших відділах головного мозку сіра вставлена в білу речовину. Ці ділянки називаються ядрами (nuclei).
Дослідження, в якому визначали залежність рівня інтелекту від об'єму сірої речовини і відповідно білої речовини у різних ділянках головного мозку, показало кореляцію між вищим рівнем інтелекту і більшою кількістю сірої речовини в зонах, які мають відношення до пам'яті, уваги і мовлення.